# Antônio de Souza Lima
Antônio de Sousa Lima (15 de agosto de 1792 — 17 de maio de 1846) foi um português naturalizado brasileiro, filho homônimo de António de Sousa Lima, irmão mais novo de João da Rocha e Sousa que em 1844 comprou a Fábrica de Louça de Massarelos.   

## Biografia
Em 1803, com apenas 10 anos de idade, foi enviado para a Bahia sob a tutela de seu tio, Sebastião da Rocha Soares um abastado comerciante estabelecido em Salvador. Já adulto, atraído pelos estudos dos ideais franceses, desagradou o seu tio que o expulsou de sua casa. Para sobreviver atuou como professor de primeiras letras de filhos de ricos proprietários rurais no sul da província da Bahia, depois se dedicou ao comércio, chegando a ilha de Itaparica após comprar um alambique para fabricação de cachaça, vizinho a Fonte da Bica no centro historico de Itaparica. 

Nesta localidade alistou-se no Regimento de Milicias da Ilha de Itaparica. Em 1822 quando eclodiu a luta pela Independência do Brasil na Bahia, Souza Lima ocupava o posto de Alferes. Antes da cidade de Itaparica ser invadida e ocupada pelas tropas portuguesas em 10 de julho de 1822, como tantos outros baianos, foi se juntar às forças de resistência em Cachoeira, integrando o Batalhão de Itaparica.  Foi nomeado pelo Governo Interino da Província da Bahia para comandar o Batalhão durante a Campanha da Independência em Itaparica, liderando as ações em todo território insular. Sua atuação e liderança foram decisivas em todo o decurso da guerrilha para reconquistar a ilha, iniciada em 29 de julho com a Batalha do Funil, e culminando na vitória dos itaparicanos nas Batalhas do 7 de janeiro de 1823.